# National Junior College
Le National Junior College (abréviation : NJC) est un junior college (JC) renommé de Singapour fondé en 1969.
Il reçoit les meilleurs étudiants de Singapour et a une population d'étudiants étrangers très cosmopolites (Allemands, Chinois, Indiens, Indonésiens, Malais, Coréens, Japonais et Vietnamiens). 
NJC est connu pour produire des lettrés et de futurs dirigeants, surtout dans la politique et l'administration. Parmi ses diplômés figurent l'actuel Premier ministre actuel de Singapour Lee Hsien Loong et son épouse Ho Ching.